# Бекворт (Калифорнија)
Бекворт (енгл. Beckwourth) насељено је место без административног статуса у америчкој савезној држави Калифорнија.

## Демографија
По попису из 2010. године број становника је 432, што је 90 (26,3%) становника више него 2000. године.
| Група             | 2000.       | 2010.       |
| Белци             | 315 (92,1%) | 387 (89,6%) |
| Афроамериканци    | 0 (0,0%)    | 0 (0,0%)    |
| Азијати           | 0 (0,0%)    | 2 (0,5%)    |
| Хиспаноамериканци | 10 (2,9%)   | 29 (6,7%)   |
| Укупно            | 342         | 432         |